# Semur-en-Auxois
Semur-en-Auxois és un municipi francès del departament de la Costa d'Or, a la regió de Borgonya - Franc Comtat. El 2021 tenia 4.068 habitants.